# Gazowiec
Gazowiec – statek przeznaczony do transportu skroplonego gazu ziemnego – LNG (ang. Liquefied Natural Gas) lub skroplonego gazu porafinacyjnego – LPG (ang. Liquefied Petroleum Gas). Statki tego typu są w krajach anglojęzycznych nazywane LNG/LPG carrier, a w krajach frankofońskich odpowiednio Méthanier/Propanier.
Rola tego typu statków do transportu gazu ziemnego ciągle rośnie. Wpływ na to ma moda na to paliwo, globalny wzrost gospodarczy, a co za tym idzie, coraz większe zapotrzebowanie na surowce energetyczne. Wiele państw pragnie dywersyfikować dostawy tego surowca, aby nie uzależniać się od jednego kontrahenta. Gaz ziemny został też dostrzeżony jako realny konkurent dla ropy naftowej. Większość złóż tego paliwa kopalnego występuje daleko od potencjalnych konsumentów. Jednakże zastosowanie nowoczesnych technologii spowodowało, że zmniejszyły się koszty skraplania i regazyfikacji oraz obniżyły się koszty budowy gazowców. Transport gazu drogą morską dawniej był tylko technologią niszową, w obecnej chwili jest równie ważny, jak transport rurociągami.

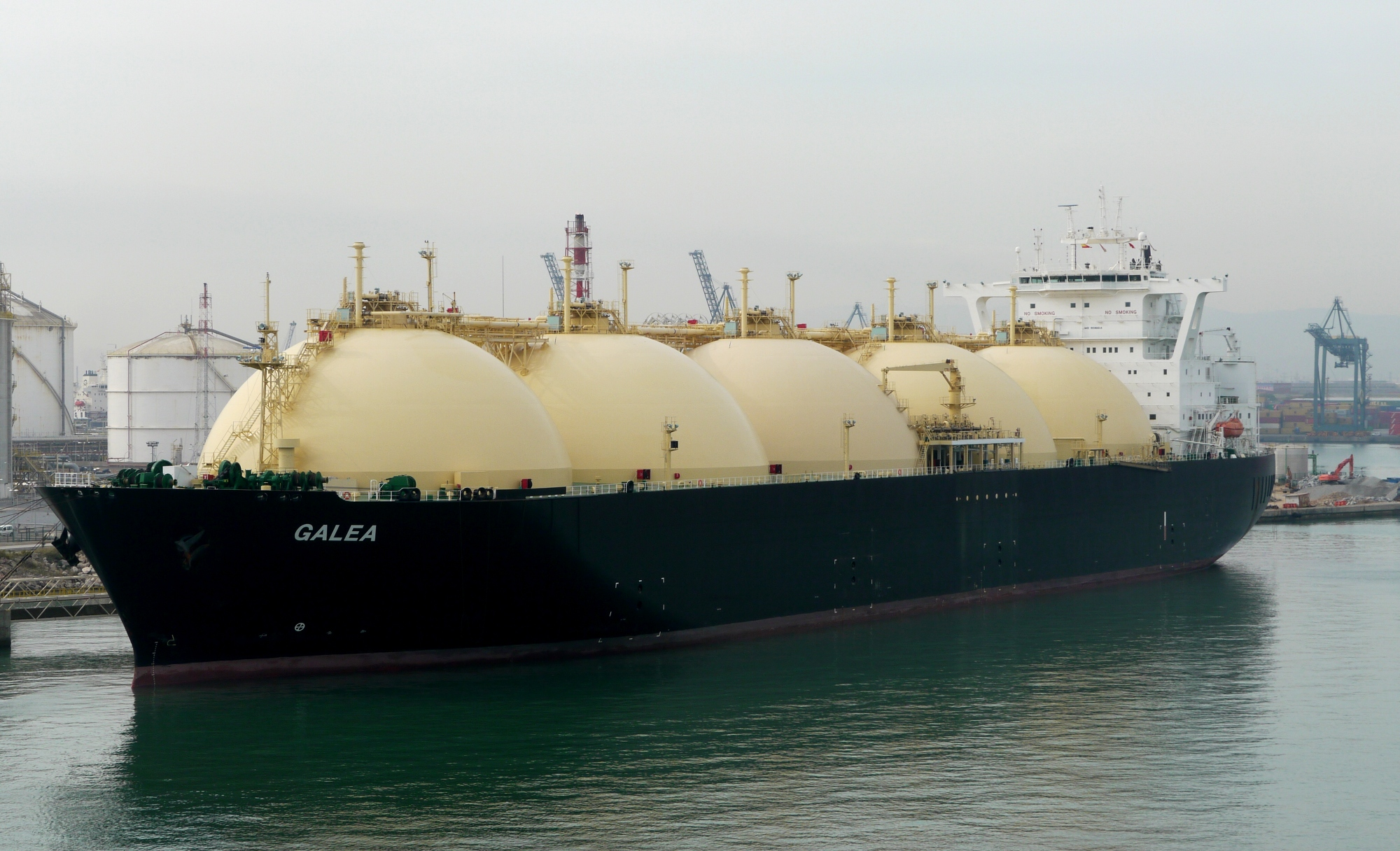
Gazowiec „Galea”

## Charakterystyka przewożonych ładunków
Statkami morskimi przewożone są tylko dwa rodzaje skroplonego gazu: LNG oraz LPG.
- LNG – skroplony gaz ziemny przygotowany do transportu i dalszej dystrybucji poprzez usunięcie niepożądanych zanieczyszczeń oraz skroplenie. Substancjami balastowymi i szkodliwymi są: dwutlenek węgla, azot, siarkowodór, dwusiarczek węgla oraz woda w postaci pary. Przeciętny skład procentowy LNG przedstawia się następująco: 91–92% metanu, 6–7% propanu, do 2% wyższych frakcji węglowodorowych. W normalnym ciśnieniu mieszanina ta wrze w temperaturze –163 °C i w takich warunkach jest transportowana. Z regazyfikacji 1 m³ LNG otrzymuje się 600 m³ bezwonnego gazu lżejszego od powietrza. Granica wybuchowości tego gazu wynosi od 5 do 15% w powietrzu, gaz w postaci cieczy nie jest palny.
- LPG – mieszanina płynnego propanu i butanu uzyskiwanego podczas tzw. odgazolinowania gazu ziemnego mokrego (wydobywanego z pól naftowych) zawierającego około 1/5 wyższych węglowodorów. Gaz ten otrzymuje się również w rafineriach podczas przetwarzania ropy naftowej. Mieszanina ta, w zależności od stosunku propanu i butanu, wrze w temperaturze od –42 do +6 °C, daje się również skroplić w temperaturze normalnej pod ciśnieniem od 2,2 do 4 atm, jest cięższa od powietrza i ma wyczuwalny zapach. Granica wybuchowości w powietrzu wynosi od 1,5% do 13,5%. Jako gaz LPG uznawane są także skroplone, jednorodne propan lub butan oraz transportowany drogą morską etylen lub etan[1][2][3][4].

## Historia

Wykres przedstawiający liczbę wybudowanych gazowców

W 1914 amerykański fizyk, przemysłowiec oraz właściciel pól gazowych i naftowych Godfrey Cabot opatentował barkę do przewozu LNG. Patent ten został wykorzystany po raz pierwszy na przebudowanym na gazowiec statku „Methane Pioneer” w 1959. Jednostka ta, w celu demonstracji możliwości transportu tak nietypowego ładunku, przewiozła pomiędzy Lake Charles w USA a Wielką Brytanią 5000 m³ skroplonego gazu ziemnego. W 1960 w Algierii uruchomiono pierwszą instalację do skraplania gazu przeznaczoną do wytwarzania LNG dla gazowca, którym był „Julius Verne” kursujący do Le Havre, a od 1964 uruchomiono pierwszą linię pomiędzy Wielką Brytanią a Algierią, obsługiwaną przez dwa komercyjne gazowce „Methane Progress” oraz „Methane Princess”. W następnych latach konstruowano nowe jednostki, wprowadzając w 1969 gazowce o zbiornikach membranowych (patrz niżej), w 1971 gazowce o zbiornikach kulistych, a w 1993 gazowce typu IHI. Do końca 2005 zbudowano w sumie 203 statki, a złomowano do tego roku tylko 10 (m.in. „Methane Princess” w 1998).

## Rodzaje gazowców oraz ich konstrukcja
Gazowce są statkami bardzo złożonymi, na których mają zastosowanie najnowsze osiągnięcia inżynierii materiałowej, okrętownictwa, informatyki i elektroniki. Priorytetem jest tutaj zachowanie bezpieczeństwa jednostki, jak i otoczenia w promieniu wielu kilometrów, dopiero na drugim miejscu stawiane są wymogi prowadzenia ekonomicznej żeglugi. Przyczyniają się do tego również bardzo restrykcyjne przepisy towarzystw klasyfikacyjnych oraz międzynarodowe przepisy morskie m.in. SOLAS. Wymienione powyżej charakterystyki skroplonych gazów wymuszają naturalny podział gazowców na dwie klasy:

### Gazowce LNG

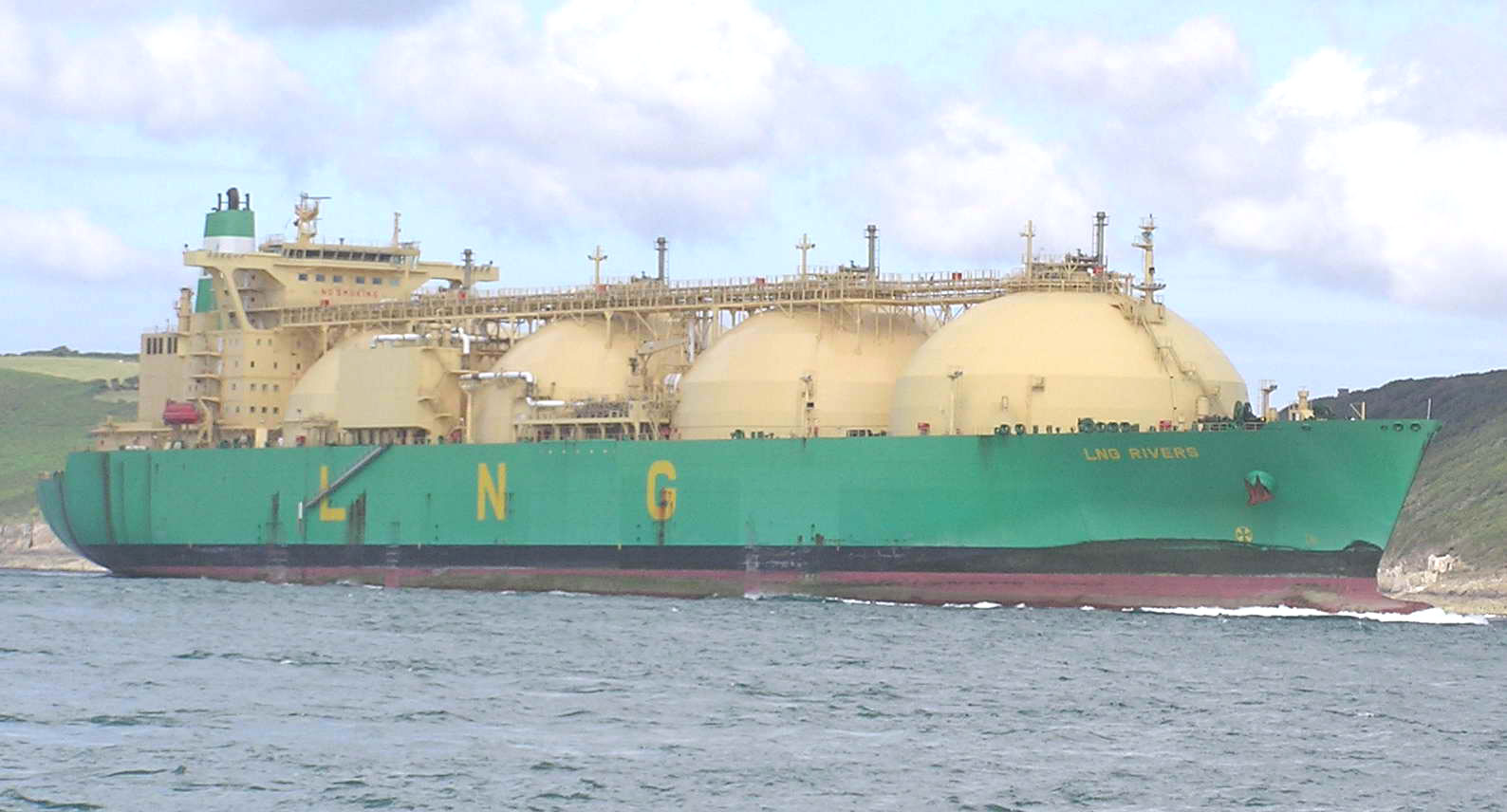
Gazowiec LNG ze zbiornikami kulistymi

Zwane są też zbiornikowcami kriogenicznymi. Ładownie tego typu statków są olbrzymimi termosami na wrzącą ciecz o temperaturze –163 °C. Zbiorniki na skroplony gaz muszą zachować swoją szczelność, mieć niską rozszerzalność cieplną, chronić przewożony ładunek przed nagrzewaniem oraz zachowywać odpowiednią wytrzymałość w bardzo niskich temperaturach. Zbudowanie samego gazowca jest też dużym wyzwaniem technicznym, stąd też tylko dziesięć krajów posiada odpowiednie technologie, bazę i doświadczenie. Zaliczają się do nich: Finlandia (stocznia – Kvaerner Masa), Francja (Atlantique, Dunkerque, La Ciotat, La Seine, Le Trait), Niemcy (HDW), Włochy (Italcantieri Genoa, Italcantieri Sistri), Japonia (IHI Chita, Imabari Higaki, Imamura, Kawasaki Sakaide, Kawasaki Kobe, Mistsubishi Nagasaki, Mitsubishi Chiba, NKK Tsu), Korea Południowa (Daewoo Hanjin, Hyundai, Samsung), Holandia (Bijlsma), Norwegia (Moss Moss, Moss Stavanger), Hiszpania (Astano, IZAR Puerto Real, IZAR Sestao), USA (GD Quincy, Newport News). Technologie wytwarzania odpowiednich materiałów, konstrukcji statków stały się przedmiotem patentów. W ten sposób posiadacze praw patentowych sprzedają licencje przyczyniając się do powstania następujących kategorii zbiornikowców LNG:
- Posiadających zbiorniki kuliste wykonane w technologii norweskiej firmy Kvaerner – Moss. Zbiorniki te nie są częścią konstrukcji kadłuba statku. Ustawiane są i mocowane do specjalnych elementów przytwierdzonych do kadłuba wewnętrznego. Wewnętrzna warstwa zbiornika zbudowana jest z aluminium lub jego stopu, obłożona jest zewnątrz warstwą izolacji zamkniętej w stalowej sferycznej skorupie. Pomiędzy tą kulą a burtami znajdują się zbiorniki balastowe. W 2003 r. 51% całego tonażu gazowców wykonana była w tej technologii[5][6][6].
- Posiadających zbiorniki membranowe wykonane według francuskiej technologii nazwanej: Gas Transport, Technigas. Wewnętrzna ściana zbiornika jest cienką membraną wykonaną z niskowęglowej stali nierdzewnej lub stopu (inwar) z wysoką zawartością niklu spoczywającą na mocnej izolacji, która oparta jest z kolei na konstrukcji statku. Różnice w tej technologii polegają przede wszystkim na sposobie łączenia z kadłubem oraz strukturze podwójnych okładzin izolacyjnych z membranami:
  - dla systemu Gas Transport zwanego też GT No 96 Membrane Containment System są to segmenty (ang. boxes) posiadające membranę z inwaru o grubości 0.7 mm oraz izolowane szkłem wulkanicznym (ang. Perlite) – udział w rynku gazowców w 2003 – 37%,
  - dla systemu Technigas TG Mark III Membrane Containment System są to panele (ang. panels) posiadające membranę ze stali nierdzewnej, triplexu oraz tworzywa izolującego cieplnie – udział w rynku gazowców w 2003 – 11%[5][6].
- Posiadających zbiorniki systemu IHI (ang. prismatic tank), CS1 (nowy system łączący rozwiązania powyższych GT i TG) – technologie japońskie. System IHI bazuje na patencie amerykańskim zastosowanym na pierwszych gazowcach „Methane Progress” oraz „Methane Princess”. Te oraz inne rozwiązania posiadają udział w rynku gazowców na poziomie 1%[5][9].

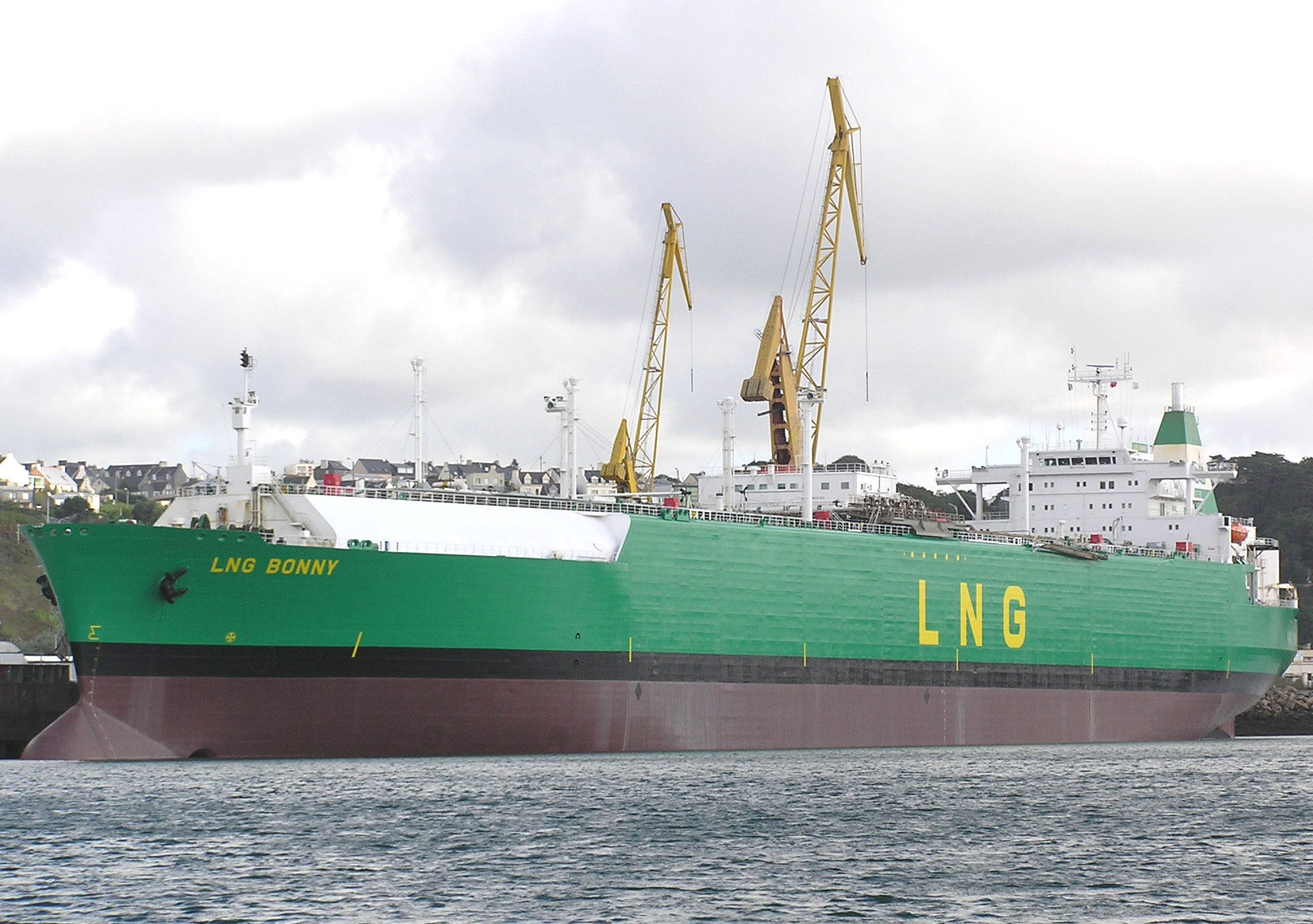
Gazowiec LNG typu membranowego

Cechą wspólną wszystkich gazowców LNG jest posiadanie własnych instalacji wyładunkowych wyposażonych w wysokowydajne pompy. Umożliwiają one przetłaczanie płynnego gazu w ilościach do 10 000 m³/godzinę. Każdy gazowiec musi posiadać wspomagane komputerowo instalacje balastowe, pozwalające zachować odpowiednią stateczność podczas za- i wyładunku. W razie najmniejszego odchylenia automatycznie zatrzymywane są pompy. Koszt produkcji gazowców zwiększa konieczność instalacji skomplikowanej aparatury pomiarowej i alarmowej, nie mówiąc o elektronice w maszynowni czy na mostku.
Dotychczas najpopularniejszym silnikiem głównym stosowanym na zbiornikowcu kriogenicznym była turbina parowa. Stale wrzący ładunek (ang. BOG – Boil Off Gas) dostarczał nadmiaru par metanu, który nie był poddawany ponownemu skropleniu. Logicznym zastosowaniem BOG stało się napędzanie tego typu tankowca. Specyfika przewozu, polegająca na stałej utracie ładunku podczas podróży morskiej, wymuszała skrócenia jej czasu do minimum. Należało więc wyposażyć frachtowiec w napęd o dużej mocy gwarantujący wysoką prędkość. Te dwie przesłanki spowodowały, że idealnym rozwiązaniem w tym przypadku stała się siłownia turboparowa, dodatkowym jej atutem jest możliwość spalania w trakcie podróży bez ładunku taniego oleju opałowego.
Najnowsze osiągnięcia technologiczne umożliwiły stosunkowo proste i niezawodne skraplanie BOG. Z tego też powodu zaczęto rozważać zastosowanie bardziej ekonomicznego napędu od stosowanych dotychczas turbin. Trudno tu zastosować klasyczne wolnoobrotowe silniki okrętowe, ponieważ to rozwiązanie przyczynia się do wydłużenia czasu transportu. Alternatywą może stać się wykorzystanie średnioobrotowych silników okrętowych, do zasilania których można zastosować BOG, jak i olej napędowy o gorszych charakterystykach (tzw. średni). Ostatnią teoretyczną możliwością jest zastosowanie siłowni okrętowej kombinowanej paro-gazowej (ang. COGAS).

### Gazowce LPG

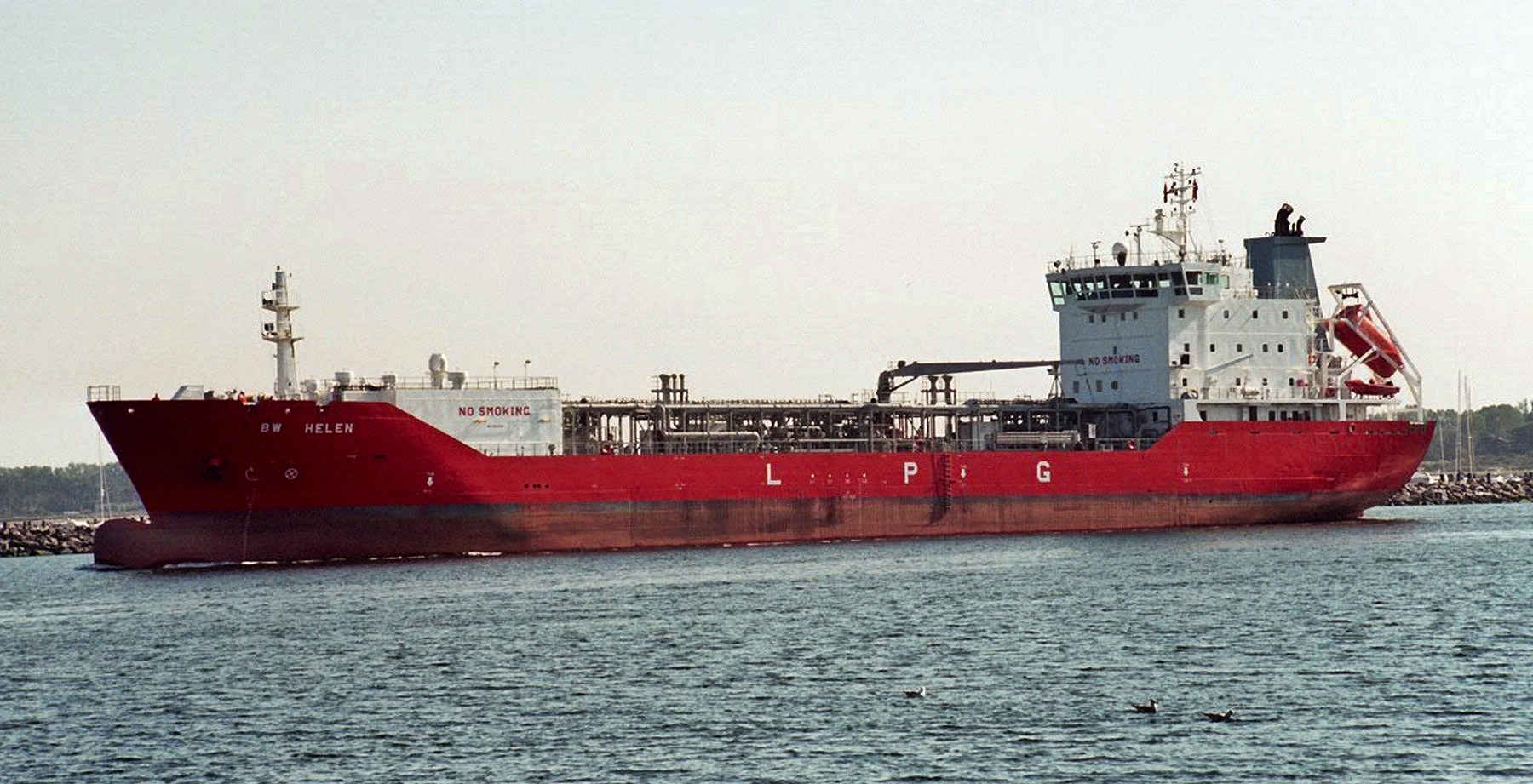
Gazowiec LPG wychodzący z portu Rostock

Właściwości fizyczne LPG powodują, że gazowce tego typu nie są tak trudne do skonstruowania i zbudowania jak gazowce LNG. Tego typu statki buduje między innymi Stocznia Gdyńska – oznaczone są następującymi numerami projektowymi: 8185, 8189, 8226. Jednostki te mogą być przeznaczone tylko do przewozu LPG, niektóre z nich pełnić funkcję też tzw. produkto-chemikaliowców. Wszystkie wyposażone są w instalacje do ponownego skraplania parującego ładunku. Z tego też powodu uważa się, że ich eksploatacja jest bardziej skomplikowana od zbiornikowców kriogenicznych. Regułą jest również, że napędzane są przez ekonomiczne siłownie spalinowe tłokowe. Także i w tym przypadku można rozróżnić wśród nich klasy:
- Zbiornikowce przewożące skroplony gaz przy niewielkim nadciśnieniu (0,1 MPa) w temperaturach od –5 do –104 °C. W tym przypadku stosowane są zbiorniki membranowe podobne do stosowanych na gazowcach LNG. Również one są wsparte wraz z otaczającą izolacją na konstrukcji wewnętrznej kadłuba. Jako izolację stosuje się w tym przypadku spieniony twardy poliuretan, zbiorniki są wykonywane z aluminium (stopy) lub stali wysokoniklowej (5–9% Ni).
- Zbiornikowce przewożące skroplony gaz w zbiornikach ciśnieniowych (do 8 MPa). W tym przypadku wstawiane są i mocowane do specjalnych elementów przytwierdzonych do kadłuba wewnętrznego[4][11].

### Gazowce PNG
Skrót PNG oznacza Pressurised Natural Gas, czyli sprężony gaz ziemny i jest terminem dotyczącym większej ilości gazów niż tylko CNG (ang. Compressed Natural Gas – sprężony gaz ziemny). Statki typu PNG przewożą obecnie sprężony dwutlenek siarki, siarkowodór, dwutlenek węgla. Zaproponowano również, aby w ten sposób transportować CNG z pól gazowych znajdujących się na Morzu Północnym. Wykorzystanie tego typu frachtowca byłoby uzasadnione ekonomicznie w miejscach, gdzie gaz jest wydobywany „przy okazji” na polach naftowych, ze złóż w początkowej fazie eksploatacji lub będącym na wyczerpaniu. Statek ten przewóz gazu ziemnego sprężonego realizowałby w pakietach składających się z pionowych rur o wymiarach np.: długość 12, m średnica 1,12 m, wykonanych ze stali, kompozytów (szklanych, węglowych) lub aramidowych pod ciśnieniem ok. 245 atm, umieszczonych wewnątrz kadłuba statku.

## Bezpieczeństwo
Ponad 40-letnie doświadczenia z eksploatacji gazowców wskazują, że transport skroplonych paliw gazowych jest jak dotąd przedsięwzięciem bezpiecznym. Do roku 2006 nie zanotowano żadnych poważniejszych wypadków czy katastrof spowodowanych przez ten typ statków. Potencjalna katastrofa gazowca z ładunkiem mogłaby, w ocenie amerykańskich specjalistów, przynieść skutki równe wybuchowi jądrowemu. Szybko ulatniający się gaz z rozbitego zbiornika mógłby doprowadzić do powstania mieszanki paliwowo-powietrznej o potężnej sile niszczącej. Szacunki amerykańskie mówią, że rozproszone w powietrzu 125 000 m³ LNG stanowi ekwiwalent 700 000 ton trotylu lub 40 bomb atomowych zrzuconych na Hiroszimę. Strefa całkowitych zniszczeń wynosiłaby 5,6 km, ciężkie poparzenia dotknęłyby ludzi znajdujących się w promieniu 10 km. Jest to oczywiście rozważanie czysto teoretyczne, ulatniający się gaz powstały z LNG tworzy mieszankę wybuchową przy zawartości w powietrzu od 5 do 15%, jest więc mało prawdopodobne, aby zaistniały tego typu warunki. Jedyną realną możliwością jest wykorzystanie gazowca do ataku terrorystycznego, co mogłoby doprowadzić do spełnienia się najbardziej pesymistycznych scenariuszy. W celu eliminacji zagrożenia, jakie stanowi ten typ żeglugi, wdrożono szereg przedsięwzięć:

### Podstawowe przepisy dotyczące przewozu skroplonych gazów
Pierwsze próby uregulowań prawnych powstały już w latach 50. XX w., wprowadzano je sukcesywnie w USA (1965), Włoszech, Norwegii, Wielkiej Brytanii oraz Japonii (1968). W 1976 r. IMO opracowała wspólne normy nazwane Kodem Gazowców (IGC) włączone następnie w skład konwencji SOLAS w 1983 r. Przewoźnicy gazu oraz właściciele terminali gazowych zrzeszyli się w organizacje takie jak SIGTTO, OCIMF, wydające własne dodatkowe przepisy. Na podstawie tych przepisów, obecnie tego typu statki muszą legitymować się dokumentami stwierdzającymi:
- stan techniczny statku i jego instalacji – m.in. ustalenie przez towarzystwa klasyfikacyjne: wymagań dla kadłuba, napędu i wyposażenia, które są sprawdzane podczas budowy jednostki oraz cyklicznie w trakcie jej eksploatacji,
- dostosowanie do przewozu określonego ładunku – według przepisów USA m.in. odporność kadłuba na niskie temperatury, wytrzymałość zbiorników na ciśnienie gazu, system pomiaru ciśnienia i temperatury,
- dostosowanie do żeglugi w określonych rejonach – autoryzowani klasyfikatorzy sprawdzają, czy statek jest zaprojektowany, zbudowany i użytkowany zgodnie z międzynarodowymi i narodowymi przepisami bezpieczeństwa,
- kwalifikacje załogi,
- stan wdrożenia procedur użytkowania statku.

Dokumenty te kontrolowane są przez:
- morskie administracje państw rejestrujących i dopuszczających do żeglugi po własnych wodach terytorialnych,
- władze portów i terminali,
- czarterujących statki oraz właścicieli ładunku,
- instytucje ubezpieczeniowe[14].

### Nadzór klasyfikacyjny
Towarzystwo klasyfikacyjne realizuje usługi tak zwanej trzeciej strony, to znaczy wyważa interesy wszystkich stron oraz ustala minimalny poziom ich akceptacji. Bazuje na przepisach międzynarodowych dotyczących statków przewożących skroplony gaz oraz własnych opracowanych na podstawie Międzynarodowego Kodu Gazowców (IGC). Potwierdzeniem spełnienia przez jednostkę pływającą przepisów klasyfikacyjnych jest Świadectwo Klasy. Nadzór klasyfikacyjny wydaje również dokumenty nazywane Świadectwami Bezpieczeństwa oraz Zgodności, dzięki autoryzacji jaką posiada od organu administracji morskiej państwa (państw). Jako przykład może posłużyć nadzór klasyfikacyjny sprawowany przez DNV nad systemami ładunkowymi na gazowcach w trakcie eksploatacji:
- przeglądy okresowe
  - roczny – ogólny przegląd statku oraz jego urządzeń dokonywany podczas jego działania
  - pośredni – rozszerzony przegląd ogólny, sprawdzane są systemy ładunkowe, automatycznej kontroli, alarmów i zabezpieczeń (co 2–3 lata)
  - dla odnowienia klasy – całkowity, kompletny przegląd systemów ładunkowych wraz z próbą szczelności zbiorników (co 5 lat)
- wizyty klasyfikatora odbywają się od 2 do 4 razy w roku[14].

### Kwalifikacje załóg
Na podstawie danych amerykańskich z 2005 r., 1/3 załóg gazowców stanowią oficerowie, z których aż 2/3 posiada uprawnienia na poziomie zarządzania dla bezpieczeństwa żeglugi. Oficerowie ci oraz pozostali członkowie załóg muszą się legitymować dodatkowymi uprawnieniami uzyskanymi w toku specjalistycznych szkoleń. Od osób odpowiedzialnych za załadunek i rozładunek oczekuje się również odpowiedniego, wieloletniego doświadczenia, polegającego na praktyce w pracy na danym stanowisku na statkach innego typu oraz zapoznania się ze specyfiką gazowców w trakcie stażu na nim w charakterze dublera (1-2 podróże). Czas zatrudnienia marynarzy jest również krótszy niż na innych frachtowcach. Marynarze pracują tam w systemie 4 miesiące na statku (średnio 4 podróże po 28 dni), 4 miesiące na lądzie (dni wolne, urlop), co ma wpływ na ich właściwą sprawność psychofizyczną. Wynagrodzenie członków załóg gazowców jest zwykle wyższe niż w tradycyjnej żegludze. Dzięki temu armator ma wpływ na możliwość doboru, utrzymania i weryfikacji odpowiednich fachowców.

### Działania podejmowane przez władze portowe oraz państwowe

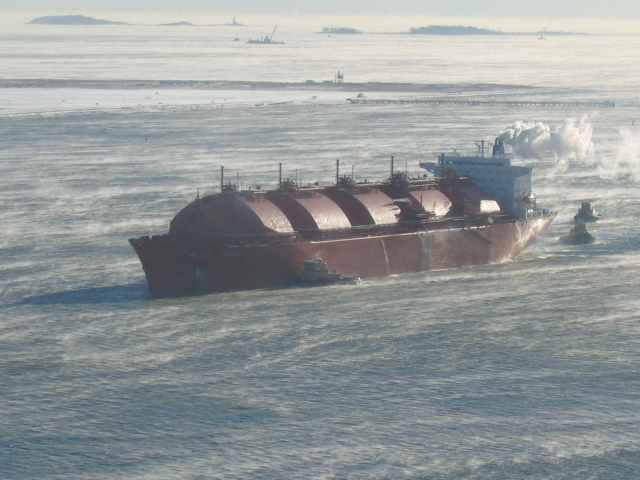
Gazowiec w asyście holowników wchodzący do portu Boston

Działania podejmowane przez władze portowe oraz państwowe mają na celu opracowanie procedur lokalizacji instalacji portowych oraz ochrony przed największym zagrożeniem, jakim jest celowe działanie ludzi starających się zagrozić bezpieczeństwu. Wejście gazowca do portu poprzedzone jest kontrolą przez przedstawicieli administracji morskiej na redzie i odbywa się zawsze w asyście od 4 do 5 holowników. Wstrzymuje się ruch statków w rejonie manewrów tego specyficznego zbiornikowca oraz rejonu jego przeładunku lub wręcz opróżnia tę część portu ze zbędnych jednostek pływających. Statek cumuje zawsze skierowany dziobem do wyjścia z portu, gotowe do użycia są wszystkie instalacje przeciwpożarowe jednostki i terminalu portowego. W niektórych państwach prace przeładunkowe mogą odbywać się wyłącznie w porze dziennej z załogą skompletowaną w stanie co najmniej 3/4 pełnej obsady. Wszystkie służby państwowe na przyległym terenie, a przede wszystkim sama ochrona terminalu gazowego, postawione są w stan gotowości. Procedury te przypominają prace ładunkowe z amunicją. Jednak ten stan pogotowia trwa krótko, bo dzięki wydajnym urządzeniom 150 000 m³ LNG zostaje rozładowane w czasie od 10 do 12 godzin. Podstawowe znaczenie ma tu lokalizacja terminalu. Zazwyczaj instalacje tego typu umiejscawiane są na odludziu. Możliwe jest również wykorzystanie adaptowanego gazowca (FSRU – Floating Storage and Regasification Unit) na cele jednostki magazynująco-przeładunkowej zakotwiczonej w morzu będącej jednocześnie końcówką odbiorczą systemu dystrybucji gazu. Drugą możliwością jest eksploatacja nowego rodzaju gazowca nazywanego LNGRV (LNG regasification vessel), który w dużej odległości od brzegu dokonuje regazyfikacji LNG i przez kilkadziesiąt dni wtłacza gaz do podmorskiego rurociągu.
Sam ruch gazowców na morzu terytorialnym oraz w rejonie cieśnin jest stale monitorowany przez stacje brzegowe. Wyznacza się też w tych rejonach specjalne trasy przeznaczone wyłącznie dla nich. Do ich ochrony państwa morskie wyznaczają też okręty do konwojowania w newralgicznych miejscach.

## Przewóz skroplonych gazów drogą morską

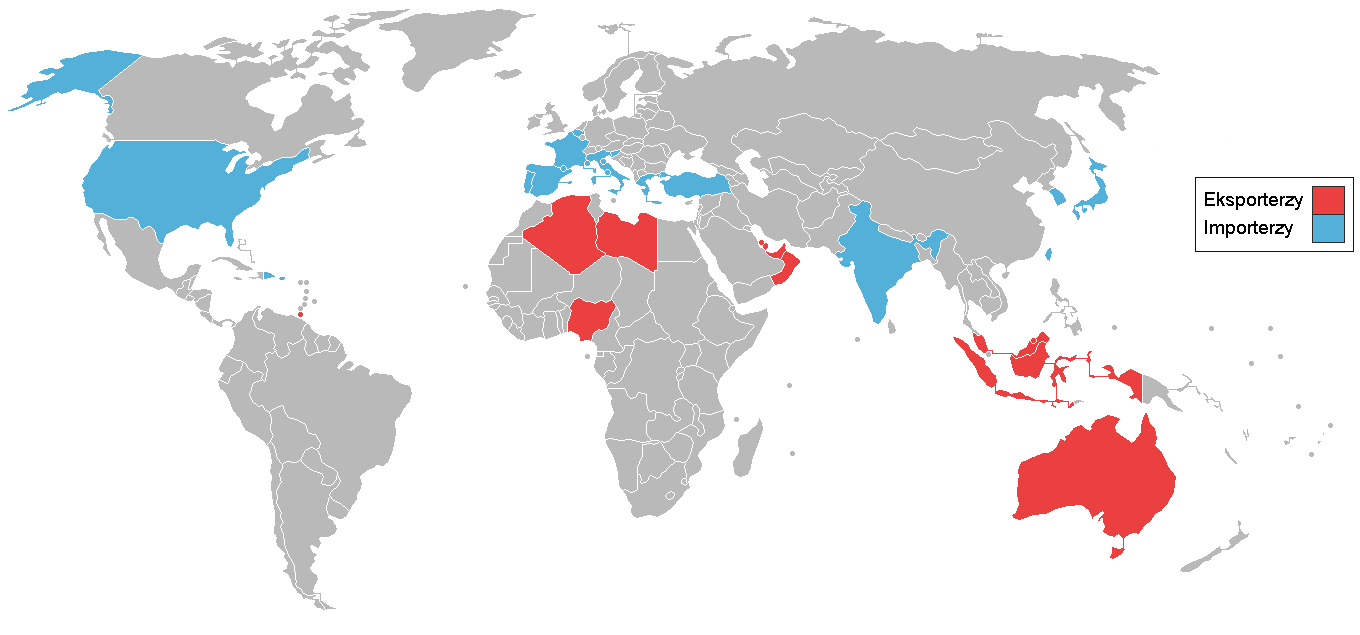
Najwięksi światowi eksporterzy i importerzy LNG

Według najnowszych prognoz gaz ziemny będzie odgrywał najważniejszą rolę wśród podstawowych źródeł energii. Corocznie obserwuje się przyrost zapotrzebowania na ten surowiec o około 2%. Ograniczone możliwości zastosowania rurociągów do jego przesyłu wymusza rozwój technologii masowego transportu w postaci ciekłej lub sprężonej. Analizy przeprowadzone przez Gas de France oraz Statoil wykazują, że transport gazu ziemnego na dystansach przekraczających 2500 km jest bardziej opłacalny za pomocą gazowców LNG niż transport sprężonego gazu rurociągami. W obecnej chwili gazowce LNG stanowią 2,31%, a gazowce LPG 1,32% światowego tonażu statków. O ile w przypadku tych drugich sytuacja jest stabilna, to w przypadku zbiornikowców kriogenicznych obserwuje się wzmożone zainteresowanie ich zakupem. W 2005 światowa flota tych jednostek liczyła 192 sztuki, a szacowane zamówienia na następne lata ocenia się na 127. Większość tych statków (157) to jednostki duże o pojemności przekraczającej 100 000 m³ LNG, planowane są i większe dochodzące do 200 000 m³ LNG. Spada również ich cena z 270 mln USD w 1991 (za zbiornikowiec o pojemności 125 000 m³ LNG) do 160 mln USD w 2004. Planuje się również budowę dużej liczby terminali gazowych w wielu państwach. Sytuacja ta została nawet nazwana boomem na budowę gazoportów. Na krótkie dystanse dochodzące do 1000 km, np. pomiędzy platformami wydobywczymi zlokalizowanymi na szelfie a stałym lądem najbardziej ekonomiczne w eksploatacji będą gazowce typu PNG (CNG). Pierwsze projekty tego typu statków zostaną oddane do realizacji od 2007 r. Pionierem tej technologii jest kanadyjska firma Coselle.

### Przykłady danych technicznych gazowców
| Dane              | Gazowiec LNG    | Gazowiec LPG               | Gazowiec PNG        |
| ----------------- | --------------- | -------------------------- | ------------------- |
| Nazwa             | Energy Frontier | Berge Danuta               | Coselle CNG Carrier |
| Rok budowy        | 2003            | 2000                       | projekt             |
| Pojemność [m³]    | 147 559         | 78 500                     | 65 000*             |
| Długość [m]       | 289,50          | 225,75                     | 260                 |
| Szerokość [m]     | 49              | 36,40                      | 41                  |
| Zanurzenie [m]    | 11,40           | 12,50                      |                     |
| Moc silników [kW] | 26 900          | 17 640                     |                     |
| Rodzaj napędu     | turboparowy     | wysokoprężny wolnoobrotowy |                     |
| Prędkość [węzły]  | 19,5            | 18                         |                     |
| Załoga [osób]     | 43              | 31                         |                     |

*Sprężony gaz pod ciśnieniem 248 atm.

### Szlaki przewozowe
Pierwszymi historycznymi szlakami były od początku lat 60. XX w. z Algierii do Francji i Wielkiej Brytanii oraz uruchomiona w 1969 r. linia pomiędzy Alaską a Japonią.
W obecnej chwili istnieją cztery główne kierunki przewozowe dla ładunków LNG:
- Z Bliskiego Wschodu, środkowo-wschodniej i północnej Afryki, Trynidadu i Tobago do wschodnich wybrzeży Ameryki Północnej oraz Wysp Morza Karaibskiego. Żegluga ta odbywa się szlakami przebiegającymi przez Ocean Indyjski oraz Ocean Atlantycki.
- Ze środkowo-wschodniej i północnej Afryki oraz Bliskiego Wschodu przez Atlantyk, Morze Śródziemne do krajów Europy Zachodniej i Południowej.
- Z Bliskiego Wschodu, Archipelagu Malajskiego, Australii do wysoko uprzemysłowionych państw Dalekiego Wschodu poprzez Ocean Indyjski, morza Azji Południowo-Wschodniej.
- Z Alaski do Japonii Oceanem Spokojnym.

Struktura importu oraz eksportu w 2004 drogą morską przedstawiała się następująco:
| Importer             | mld m³ gazu ziemnego | Eksporter         | mld m³ gazu ziemnego |
| -------------------- | -------------------- | ----------------- | -------------------- |
| Japonia              | 76,95                | Indonezja         | 33,49                |
| Korea Płd.           | 29,89                | Malezja           | 27,68                |
| USA                  | 18,47                | Algieria          | 25,75                |
| Hiszpania            | 17,51                | Katar             | 24,06                |
| Tajwan               | 9,13                 | Trynidad i Tobago | 13,99                |
| Francja              | 7,63                 | Nigeria           | 12,59                |
| Włochy               | 5,90                 | Australia         | 12,17                |
| Turcja               | 4,27                 | Brunei            | 9,50                 |
| Belgia               | 2,85                 | Oman              | 9,03                 |
| Indie                | 2,63                 | ZEA               | 7,38                 |
| Portugalia           | 1,31                 | USA               | 1,68                 |
| Portoryko            | 0,68                 | Libia             | 0,63                 |
| Grecja               | 0,55                 |                   |                      |
| Dominikana           | 0,18                 |                   |                      |
| Obroty razem: 177,95 |                      |                   |                      |

W następnych latach, tj. 2005, 2006 r. transport LNG drogą morską wzrastał odpowiednio o 8% i 12%. Do 2008 r. eksporterami staną się: Gwinea Równikowa, Norwegia, Rosja budująca swój terminal na Sachalinie oraz duże gazowce za granicą. Również w 2008 r. powinien być gotowy Canaport LNG w kanadyjskim Saint John. Do grona importerów dołączą: w 2007 r. Chiny (posiadają terminal w Guangdong Dapeng), w 2011 r. Polska. Swoje zainteresowanie importem LNG w 2006 r. wyraziły Singapur, Jamajka, Nowa Zelandia oraz Niemcy.

## Polskie plany dotyczące transportu LNG
3 stycznia 2006 rząd Polski podjął decyzję o rozpatrzenie możliwości budowy portu gazowego w celu dywersyfikacji kierunku dostaw. Powód do takich rozważań dało rosnące uzależnienie od jednego eksportera (Rosji) oraz możliwość wykorzystania tej sytuacji przez ten kraj do realizacji szantażu gospodarczego, co miało miejsce m.in. w konflikcie gazowym z krajami tzw. bliskiej zagranicy Ukrainą, Białorusią. 15 grudnia 2006 r. zarząd Polskiego Górnictwa Naftowego i Gazownictwa ogłosił, że do 2011 r. powstanie gazoport w Świnoujściu. Planowany koszt tej inwestycji wyniósłby od 350 do 600 mln euro. Początkowa zdolność przeładunkowa wynosiłaby 2,5–3 mld m³ gazu. Docelowo do Polski trafiać ma drogą morską 5–7,5 mld m³.
Samo posiadanie terminalu gazowego nie wystarczy jednak do zapewnienia bezpieczeństwa energetycznego państwa. Jednym z jego warunków jest również posiadanie własnej floty umożliwiającej przewóz LNG. W przypadku jej braku państwo może się stać również zakładnikiem obcych firm żeglugowych, szczególnie w sytuacjach ekstremalnych (konflikt z dominującym dostawcą, konflikt zbrojny, drastyczny niedobór surowca na rynku wewnętrznym). Gazoport wraz z gazowcami stanowi w naszym wypadku jeden układ funkcjonalny. W przypadku Polski największymi jednostkami mogłyby być statki o pojemności do 130 000 m³ umożliwiające swobodną żeglugę przez Cieśniny Duńskie (tzw. Baltimax) oraz swobodne wejście do polskich portów (Świnoujście, Gdańsk – Port Północny). Szacowana ilość jednostek zależałaby od rejonu, z jakiego gaz byłby sprowadzany:
- Morze Północne – 1 jednostka o pojemności 130 000 m³ i druga 75 000 m³ lub 3 po 75 000 m³
- Algieria – 3 jednostki o pojemności 130 000 m³
- rejon Zatoki Perskiej – 6 jednostek o pojemności 130 000 m³.

Polskie stocznie: Stocznia Szczecińska im. Adolfa Warskiego oraz Stocznia Gdyńska, mają doświadczenie w budowie gazowców LPG o nośności do 50 000 DWT powstałych tam w latach 70. i 90. XX w. Jednakże budowa gazowca LNG jest na tyle skomplikowana technicznie (a żadna polska stocznia nie posiada licencji na stosowane tam technologie), że rozważane jest ich budowa we współpracy ze stoczniami fińskimi. W Polsce powstawałyby moduły kadłuba i odbyłoby się wodowanie statku, w Finlandii dokonano by montażu zbiorników kriogenicznych. Rozważany jest również zakup gazowców za granicą.
18 lipca 2006 Gdańska Stocznia Remontowa podpisała kontrakt z holenderskim armatorem na budowę gazowca LNG/LPG o nazwie „Coral Methane” przeznaczonego do regionalnej dystrybucji skroplonych gazów ziemnego i ropopochodnych w północnej Europie. Statek posiada pojemność 7500 m³ płynnego gazu przy nośności ok. 6000 DWT. Zwodowano go 7 maja 2008 roku.
17 stycznia 2007 minister gospodarki Piotr Grzegorz Woźniak oraz minister energii i górnictwa Algierii Chakib Khelil podpisali Memorandum o współpracy gospodarczej, w którym m.in. znalazł się zapis: „Strony wyraziły gotowość do dalszych, szczegółowych rozmów na temat możliwości zaopatrywania Polski od 2010/2011 r. w gaz ziemny w postaci skroplonej (LNG). W tej sprawie powołana zostanie wspólna grupa robocza, której celem będzie kontynuowanie rozmów. Rozważany jest również udział firmy Sonatrach w projekcie dotyczącym dostaw gazu ziemnego poprzez terminal odbiorczy LNG w Polsce”.
17 kwietnia 2007 Polskie Górnictwo Naftowe i Gazownictwo zawiązało spółkę Polskie LNG (PLNG), której właścicielem 19 sierpnia 2008 r. został Operator Gazociągów Przesyłowych Gaz-System S.A. Wybudowany przez PLNG Terminal LNG im. Prezydenta Lecha Kaczyńskiego w Świnoujściu jest eksploatowany od 2016 r.